# 창녕군의 지질

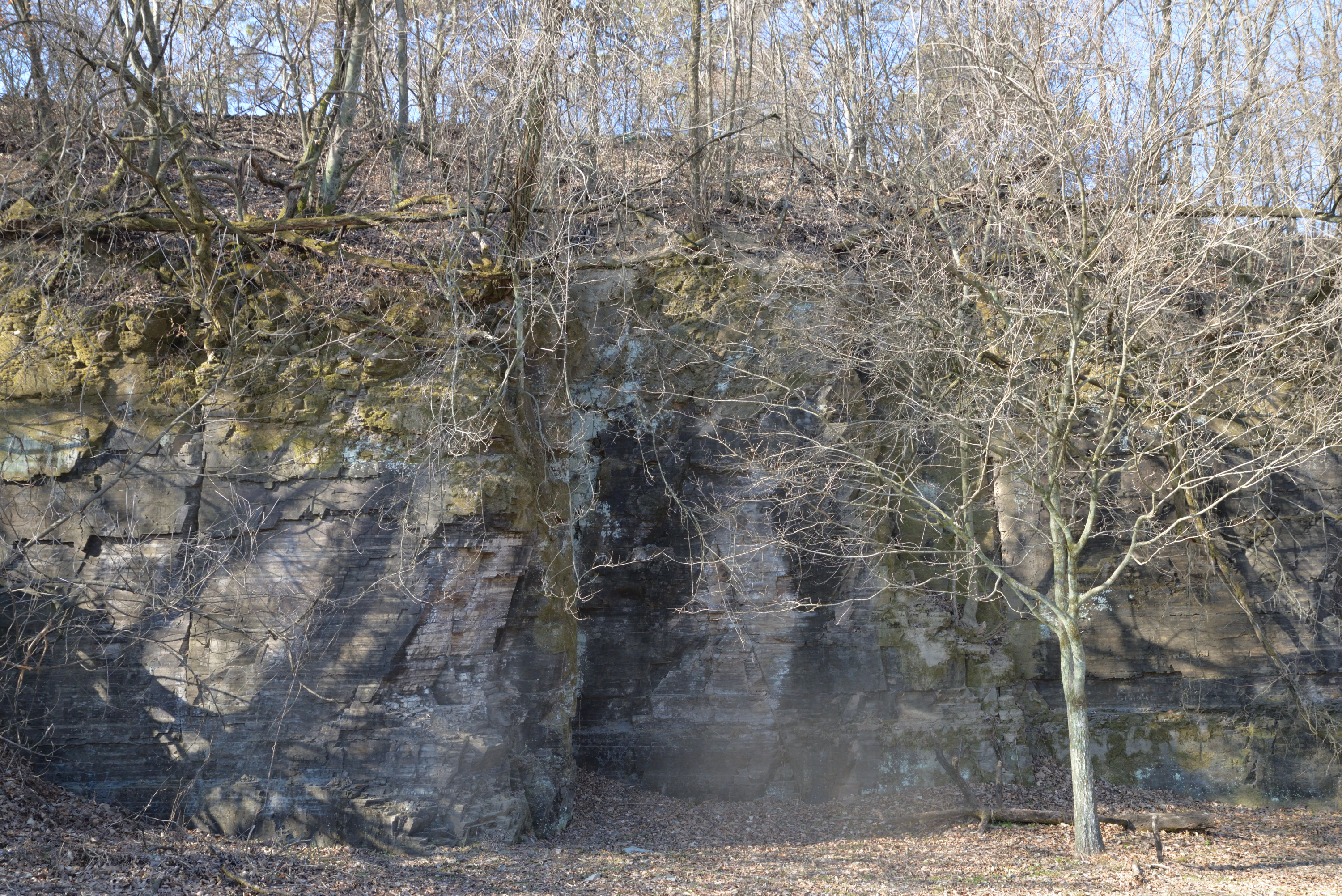
창녕군 이방면 송곡리 송곡마을의 함안층

본 문서에서는 경상남도 창녕군의 지질에 대해 설명한다.

## 개요
경상남도 창녕군은 경상 분지 밀양소분지 한가운데에 위치하며 창녕군 서부에는 중생대 백악기의 퇴적암 지층인 경상 누층군 하양층군 칠곡층~진동층이, 동부에 유천층군이 분포하고 화왕산 지역에는 중생대 백악기의 화강암이 관입하였다. 1:5만 지질도 상으로
- 창녕 지질도폭(1969)의 동부 (대합면, 이방면, 대지면, 성산면 서부, 창녕읍 서부, 유어면 중·북부)[1]
- 청도 지질도폭(1964)의 남서부 (성산면 중·동부, 고암면, 창녕읍 동부, 화왕산)[2]
- 남지 지질도폭(1972)의 북동부 (유어면 남부, 남지읍, 장마면, 영산면 남서부)[3]
- 영산 지질도폭(1964)의 북서부 (계성면, 영산면 북동부, 도천면, 길곡면, 부곡면)[4]

에 해당한다.

## 경상 누층군

### 칠곡층
창녕군 내에서 칠곡층은 창녕군 남서쪽 끝인 이방면 석리 지역에만 분포한다. 창녕 지질도폭(1969)에 의하면 칠곡층은 녹/암회색, 회갈색의 사암층에 자색(赭色)의 셰일 및 이암층을 협재하고 있으며 (암)회색 셰일, 이암, 암회색의 사질셰일, 역암으로 구성된다. 칠곡층은 고령군 우곡면 청룡사 부근에서는 남류하는 회천에 의해 그 하부가 삭박(削剝) 유실되어 두께가 250 m 이나 칠곡층이 남하함에 따라 두께가 증가하여 800 m까지 올라간다. 본 층의 일반적인 주향과 경사는 황강 이북지역에서 북동 15~25°및 남동 10~15°이나 황강 이남에서는 북동 45~65° 및 남동 15~20°이고 낙동강에 이름에 따라 북동 5~10°및 남동 10~15°로 변하다가 낙동강변에서는 북서 10~40° 및 북동 10~20°으로 변한다.

### 신라 역암층
창녕 지질도폭(1969)에 의하면 신라 역암층은 일반적으로 자색 및 회갈색의 역암, 역질사암, 사질역암, 사암, 이암, 사질셰일, 회색 셰일로 구성되며, 자갈의 종류는 편상 화강암, 화강편마암, 현무암, 안산암, 산성맥암, 규암, 사암 및 셰일 등이다. 신라 역암층의 일반적인 주향과 경사는 합천군 덕곡면 동부-청덕면 삼학리 동부에 해당하는 황강 이북지역에서는 북동 10~20°및 남동 10~15°, 창녕군 이방면 남서부인 낙동강 동부 지역에서 북서 20~40°및 북동 5~25°을 보인다. 황강 이남, 낙동강 이서 지역에서는 낙동강변 가까이서 북동 15~35°및 남동 4~20°이던 것이 서쪽으로 감에 따라 북동 35~75°및 남동 2~35°로 변하게 된다. 두께는 의령군 낙서면-창녕군 유어면 간 단면에서는 350 m이며 남쪽으로 갈수록 두께가 증가하는 경향이 있다.

### 함안층
창녕 지질도폭(1969)에 의하면 함안층은 자색(赭色)의 셰일, 사질셰일, 녹회색 사암, 셰일, (암)회색의 셰일, 이암, 실트스톤 등으로 구성되어 있다. 본 층은 도폭 내에서 고령군 우곡면 남동부지역을 제외한 대부분이 낙동강 동부 대구광역시 달성군 구지면 대암리와 목단리, 창녕군 이방면 북중부, 유어면의 대부분 지역, 대지면 남서부 지역에 분포한다. 일반적인 주향과 경사는 낙동강 이동지역에서 북서 20~40°및 북동 10~20°으로 현풍도폭 지역과 조금 다르나, 고령군 우곡면 연리 이북에서는 북동 10~20°및 남동 10~20°가 된다. 지층의 평균 두께는 1500 m이다.
창녕군 이방면 석리 산 146-3 뒷산 중턱 (북위 35° 33′ 56.93″ 동경 128° 22′ 19.68″ / 북위 35.5658139°  동경 128.3721333° , 해발고도 128 m)에 위치한 창녕 석리 이방 동산굴은 사유지인 창녕 황금농원 내에 위치한 동굴이다. 이곳의 함안층은 주로 회색과 자색 셰일과 사질셰일, 녹회색 사암으로 구성되어 있다. 동산굴은 셰일과 사암층에 다수의 절리가 형성된 후 지하수의 유입과 기계적 풍화가 진행되면서 셰일층이 낙반하여 내부 공간이 만들어진 것으로 판단된다. 주 굴은 북동 38°방향으로 발달하며 총 연장은 약 31 m 이상, 최대폭 약 4.6 m, 높이는 2.6 m이다. 비교적 소규모지만 동굴 내부에는 관박쥐와 곱등이, 거미 등의 생물체가 서식하고 있는 것으로 확인되었다. 동굴 천장에는 셰일과 사암의 층리면이 넓게 관찰되면서 연흔과 건열, 무척추동물의 생흔 화석 구조 등이 나타난다. 퇴적암 내에 발달한 동굴은 매우 희소하나 이 동굴은 사유지 내에 위치해 있어 인지도가 전무하다.
창녕군의 함안층
- 창녕군 이방면 송곡리 송곡마을
- 창녕군 대합면 대곡리 지방도 제1034호선 도로변
북위 35° 36′ 29.0″ 동경 128° 23′ 57.0″ / 북위 35.608056°  동경 128.399167°

### 진동층
창녕 지질도폭(1969)에 의하면 암회색 및 흑색 셰일과 사질셰일이 우세하고 그 중에 녹회색 셰일 및 알코스사암이 협재된다. 하위의 함안층과는 정합적이며 진동층의 최대 두께는 2,500 m에 달한다. 본 층의 일반적인 주향과 경사는 창녕군 성산면 정녕리-달성군 구지면 목단리를 잇는 선 이남 지역에서 북서 20~40°및 북동 15~20°이나 상기한 선 이북의 창녕군 성산면 대견리-구지면을 잇는 선 이남에서 남-북 및 동측 12~18°로 변하여 그 이북부에서 북동 20~40 및 남동 15~18°로 변한다. 청도 지질도폭(1964)에 의하면 하부로부터 (암)회색 셰일, 백색과 회녹색 처트로 구성되며 자색(赭色) 셰일을 협재하지 않는다는 점에서 하부의 함안층과 구별된다.
영산 지질도폭(1964)에 의하면 하위의 함안층과 정합적이고 점이적으로 변화하나 하부에서 자색(赭色) (사질)셰일을 볼 수 없는 점에서 구별된다. 진동층은 대체로 (암/녹)회색 셰일, 사질셰일이 우세하고 알코스질 사암층이 협재된다. 일반적인 주향은 북서 10°~북동 10° 이나 낙동강 이남에서는 북동 30°으로 변하며 동측으로 20°경사한다. 두께는 대략 2,500 m이다. 창녕군 계성군과 영산면 동부, 부곡면 서부, 길곡면 대부분 지역에 분포하며 이후 낙동강을 건너 함안군 칠북면 지역으로 이어진다.
창녕군 영산면 죽사리 1023-1 (북위 35° 26′ 38.87″ 동경 128° 31′ 50.92″ / 북위 35.4441306°  동경 128.5308111° )에 위치한 문호장 발자국은 진동층의 암화색 셰일(주향 북동 12°, 경사 남동 16°) 상에 드러나 있으며 알려진 것과는 달리 사람 발자국이 아니라 중형 용각류 공룡이 남긴 발자국이다.
창녕군 도천면 도천리 136-2 (북위 35° 25′ 58.49″ 동경 128° 31′ 20.25″ / 북위 35.4329139°  동경 128.5222917° )에 드러난 창녕 도천리 공룡발자국화석산지는 2002년 국도 제5호선 확장 과정에서 발견되었다. 이 화석 산지는 국도 제5호선 측면 노두의 정상부에 위치해 있어 접근성이 매우 낮으며 관광 인프라도 없고 기본적인 보호 시설만 있다.

### 주산안산암질암
창녕 지질도폭(1969)에 의하면 달성군 유가읍 본말리와 가태리, 창녕군 성산면 냉천리와 후천리의 퇴포산(268.4 m) 등 산악 지대에 분포하며 안산암, 조면안산암, 휘석안산암 등으로 구성된다. 진동층을 관입하거나 곳에 따라 용암류로 피복하여 진동층의 주향과 일치한다. 진동층과의 접촉부에서는 암상(巖床)으로 관입하거나 분출류에 의하여 주산안산암질암과 진동층의 흑색 셰일이 교호하여 층리가 잘 발달되어 있는 바 외관상 퇴적암으로 오인하기 쉽다. 현미경 하에서 사장석, 방해석, 각섬석, 휘석으로 구성되고 부 구성 광물로 갈철석이 관찰된다.
영산 지질도폭(1968)에 의하면 안산암, 조면암질안산암, 휘석 안산암, 함각력안산암 등으로 구성되고 색깔은 암녹색이 우세하나 녹색, 암회색, 암갈색 등으로 잡다하다. 본 암석은 함안층과 진동층을 암주(巖柱), 암상(巖床) 내지 암맥상으로 관입하고 있으며 층상으로 나타나는 곳도 있다. 창녕군 부곡면 수다리와 비봉리, 구산리, 밀양시 무안면과 초동면, 하남읍의 대부분 지역에 분포한다.

## 화강암

### 흑운모 화강암
화왕산 지역에는 중생대 백악기에 관입한 흑운모 화강암이 분포한다. 창녕 지질도폭에 의하면 진동층의 암회색 셰일을 관입하여 규화작용의 결과 진동층 셰일을 처트로 변질시켰으며 함안층에 소규모 암맥상으로 관입하였다. 처트층과의 접촉 주변부에서 화강암은 흑운모 및 장석이 대부분 세립질이며 중심부에 감에 따라 석영이 증가하며 조립질로 점차 변한다. 창녕읍 동남방 723 m 고지 정상부에 폭 1.5 m, 연장 3 m 의 처트층이 포획암(xenolith)로 잔존하는데 그중에 자철석이 배태되어 있다. 영산 지질도폭에 의하면 진동층에 대해 가장 큰 변질작용을 가하여 접촉부를 처트 또는 규화하였다. 현미경 하 관찰에 의하면 석영, 장장석, 흑운모, 소량의 사장석과 철광립, 각섬석 등으로 구성된다.

### 화강반암
화강반암은 창녕군 도천면 어만리~길곡면 일부 지역에 분포하며 진동층을 관입하였다. 담회색의 규장질석기 중에 석영반정이 현저하고 약간의 각섬석과 곳에 따라 흑운모를 함유한다.

### 섬록암
섬록암은 창녕군 창녕읍 외부리~유어면 광산리, 남지읍 시남리 북동부, 영산읍 신제리 북동부 일부 지역에서 경상 누층군을 암주 형태로 관입하였다. 육안으로 녹회색을 띠며 유색광물은 각섬석, 흑운모와 녹색을 띠는 휘석류로 구성된다.

## 단층
유어면 부곡리 부근에 북동 주향의 낙차 150 m 의 단층이 발달한다. 서측 지괴과 낙하한 것으로 보인다.

## 광산과 지하자원
창녕군에는 경상 누층군을 모암으로 하여 금, 은, 구리, 연, 아연 광맥이 소규모로 발달한다.

### 청암광산
청암광산은 창녕군 부곡면 어리 북방 1 km 산지에서 청암리에 걸쳐 있는 구리, 아연 광산이다. 광산 일대의 지질은 진동층 상부와 이를 관입한 유천층군 작약산 안산암과 화강섬록암으로 구성된다. 퇴적암과 안산암질암 중에 남-북 주향에 거의 수직으로 경사하는 열극이 발달하고 소규모의 단층과 압쇄대가 형성되어 광화작용을 받았으나 화강섬록암은 어떠한 광화작용도 받지 않았다. 광상은 이 열극을 따라 열수가 들어가 형성된 열수충진광상이며 주로 방연석, 섬아연석과 소량의 황동석 및 황철석을 수반한다.

### 동곡(연창)광산
동곡(연창)광산(東谷(延昌)鑛山)은 창녕군 성산면 가복리에 위치한 연/아연 광산으로 주산안산암질암을 모암으로 하여 화강암질암의 관입으로 형성된 열극을 충전한 석영맥에 배태된 연/아연 광상이다. 광상은 폭 0.15~1.5 m, 연장 36 m, 심도 57 m이며 주로 방연석과 섬아연석이 산출되고 황철석과 석영이 수반된다. 갱내에서 채취한 시료의 품위는 납 1.65~14.94%, 아연 0.42~18.06%, 구리 ~0.38%, 은 8~551 g/t, 금 0.30~1.00 g/t이다. 제1, 2, 3호맥 3개의 광맥이 있다. 제1호맥은 광맥을 따라 지표면에 대해 75°각도로 약 57 m 길이의 사갱(斜坑)을 뚫어 지하 30 m 지점에 통동(通洞)갱, 지하 42 m 지점에 하 1번갱, 지하 50.5 m 지점에 하 2번갱이 개설되어 있다.

### 작약산
영산 동북방 작약산 정상에 있으며 화강반암 중에 포획된 진동층의 열극을 따라 광화된 광상이다. 맥석광물은 갈철석과 석영이며 황동석, 황철석, 방연석, 섬아연석을 수반한다.

## 같이 보기
- 한국의 지질
- 경상 누층군
- 우포늪